# Alexander Monro (primus)

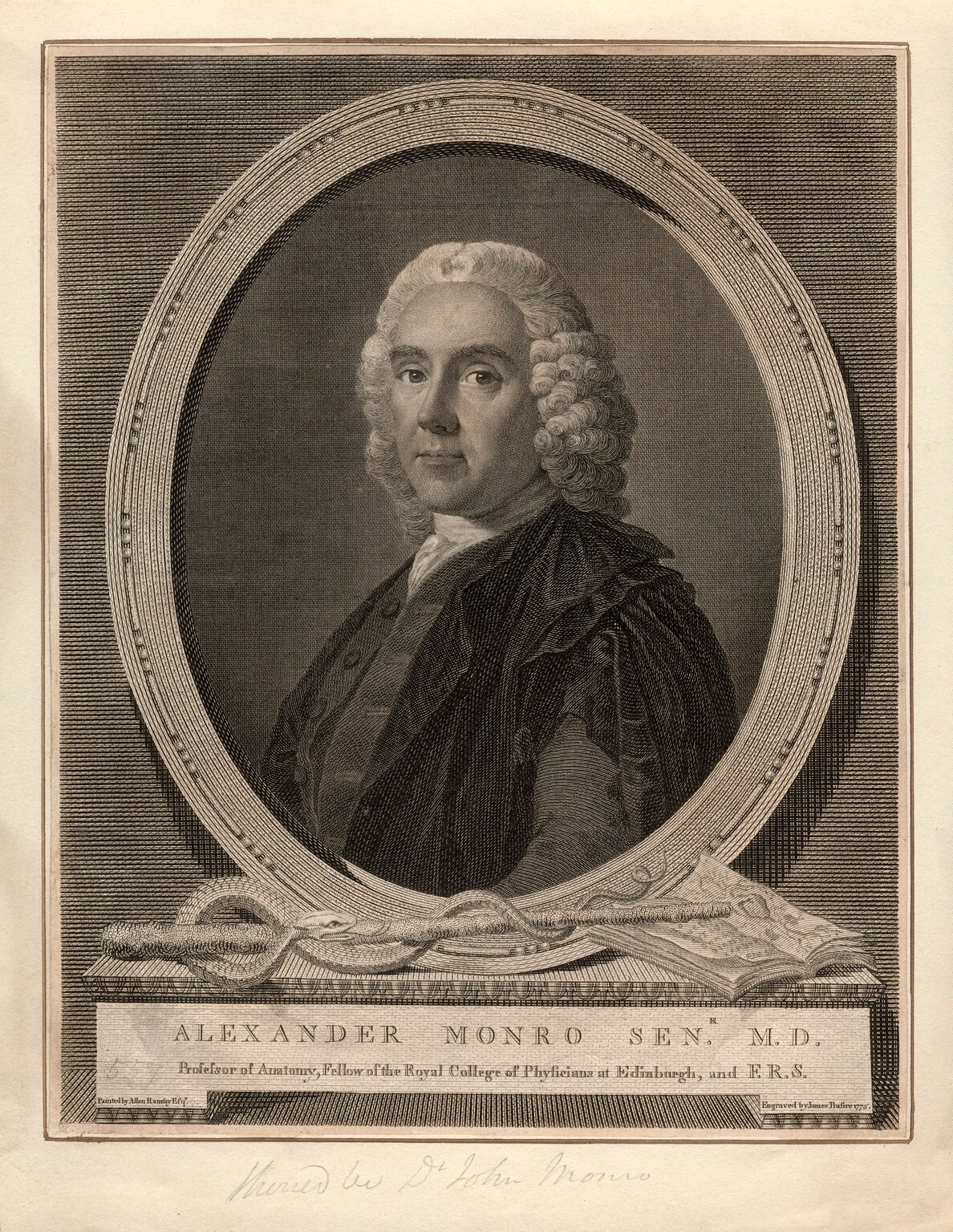
Alexander Monro I.

Alexander Monro (primus, den förste), född 19 september 1697 i London, död 10 juli 1767 i Edinburgh, var en brittisk anatom och kirurg. Han var far till Donald och Alexander Monro (secundus).
Monro verkade i Edinburgh från 1719, då han blev prosektor vid Edinburghs universitet (efter två år blev han professor i anatomi), till sin död. Hans arbeten över bland annat osteologi och komparativ anatomi är klassiska. Han var dessutom en mycket framstående kirurg.